# Ècetra
Ècetra (llatí: Ecetra grec antic: Ἐχέτρα) va ser una ciutat dels volscs que s'anomena moltes vegades en les guerres entre aquell poble i els romans, però més tard desapareix de la història. La seva situació no es coneix del cert.
Dionís d'Halicarnàs l'esmenta en temps del rei de Roma Tarquini el Superb i diu que Ecetra i Àntia o Antium van ser les dues úniques ciutats que es van unir a la lliga formada pels rei amb els llatins i els hèrnics, però probablement les dates són errònies. L'any 495 aC els romans van ocupar Suessa Pometia, i Ecetra va enviar ambaixadors a Roma a demanar la pau, que van obtenir a canvi de la cessió de part del territori. S'hi va establir immediatament una colònia romana i això va ser la causa de la guerra amb els auruncs dos anys després, diu Titus Livi. Durant la guerra dirigida per Coriolà, Ecetra va ser una de les principals ciutats dels volscs i on es va depositar perquè estes segur el botí fet a Longula i a Satricum. A la campanya del 459 aC contra volscs i eques dirigida per Quint Fabi Vibulà va derrotar els eques a Mont Algidus i va avançar cap Ecetra, la ciutat principal dels volscs. Va devastar el territori però no la va ocupar. Després de la guerra gàl·lica Ecetra i Antium es van distanciar de la resta de ciutats dels volscs. És esmentada per darrer cop a la campanya de Roma del 378 aC. Ja no torna a aparèixer més, sinó quan Plini el Vell la inclou a la llista de ciutats desaparegudes del Latium.
Probablement són unes ruïnes existents a Monte Frontino, anomenades La Civita.